# Marsdenia sprucei
Marsdenia sprucei là một loài thực vật có hoa trong họ La bố ma. Loài này được Rothe mô tả khoa học đầu tiên năm 1915.